# 東京タワー presents DIAMOND VEIL
『東京タワー presents DIAMOND VEIL』（とうきょうタワー・プレゼンツ・ダイヤモンド・ベール）はTOKYO FMなどで土曜日20時から20時30分に放送されている情報トーク番組である。
番組は東京タワーが提供し、イメージガール（2011年度まで）→観光アンバサダー（2012年度から。2014・15年度は「観光大使」）がパーソナリティーを務めており、そのイメージガール、観光アンバサダーが出身するJFN加盟局にも同時ネットされている。
番組ではパーソナリティーとゲストを交えた東京タワーとの出会いや想い出について語り合うトークセッションやリスナーからの投書、季節やイベントに応じた音楽の紹介が中心であるが、金ケ江が担当するようになった2014年10月からはゲストとのトークコーナーがほとんど放送されない代わりに、自らビューティーインストラクターである金ケ江によるビューティーアドバイスに時間を割いている。また不定期で、東京タワー展望台での公開生放送or収録が行われている。

## パーソナリティー
- 2009年度、2010年度　梅田彩佳（当時AKB48）
- 2011年度　小林香菜（AKB48）
- 2012年度　吉松育美（同年度ミス・インターナショナル日本代表、ミス・インターナショナル世界大会グランプリ、社会運動家）[1][2]
- 2013年度-2014年度前期（9月）　Mei （ヴァイオリニスト）、冨永あきのり（アシスタント）[3][4]
- 2014年度後期（10月）-　金ケ江悦子（2011年度ミス・インターナショナル日本代表、ビューティープロデューサー、インストラクター）[5]

## ネット局
- 2012年度　エフエム佐賀（FMS）（吉松の出身地）
- 2013・14年度前期　エフエム大分（Air-Radio FM88）（Meiの出身地）
- 2014年度後期-　エフエム大阪（FM OSAKA）（金ケ江の出身地）